# رضا شنبیه
رضا شنبه نجفی (انگلیسی: Reza Shanbih؛ زادهٔ ۴ مهٔ ۱۹۸۴) یک بازیکن فوتبال اهل قطر با اصالتی ایرانی است.او هم اکنون عضو الشحانیه قطر است.